# Yovcho Yovchev
Yovcho Zhivkov Yovchev, né le 27 mars 1991, est un coureur cycliste bulgare.

## Biographie
Dans les catégories de jeunes, Yovcho Yovchev devient à plusieurs reprises champion des Balkans. Il représente par ailleurs son pays lors des championnats d'Europe juniors de 2009, où il se classe 22e de la course en ligne. 
En 2010, il termine quatrième du Tour de Roumanie, tout en ayant remporté une étape. Il remporte ensuite le prologue de l'édition 2011. La même année, il triomphe sur le Giro delle Valli Aretine. Il fait cependant l'objet d'un contrôle positif à l'éphédrine lors de cette dernière course,. Déclassé, il est également suspendu trois mois par le Comité national olympique italien.
En 2012, il intègre l'équipe continentale Amore e Vita. Lors du Tour de Bulgarie, il s'impose en solitaire sur la sixième étape avec plus de deux minutes d'avance sur le peloton. Le test effectué à l'issue de cette étape révèle cependant qu'il a été contrôlé positif aux amphétamines. L'UCI prononce à son encontre une suspension de quatre ans.
Il reprend la compétition en 2017 chez Amore & Vita-Selle SMP-Fondriest.

## Palmarès
- 2007
  -  Champion des Balkans sur route cadets
  -  Médaillé d'argent du championnat des Balkans du contre-la-montre cadets
- 2008
  -  Champion des Balkans du contre-la-montre juniors
  -  Médaillé d'argent du championnat des Balkans sur route juniors
- 2009
  -  Champion des Balkans sur route juniors
  -  Médaillé d'argent du championnat des Balkans du contre-la-montre juniors
- 2010
  - 1re étape du Tour de Roumanie
  - 2e du Trophée Stefano Fumagalli
  - 3e du championnat de Bulgarie du contre-la-montre
- 2011
  - Prologue du Tour de Roumanie

## Classements mondiaux
| Année           | 2010 | 2011 | 2012 |
| --------------- | ---- | ---- | ---- |
| UCI Europe Tour | 516e | 638e | 903e |